# Васіліс Хадзіпанагіс
Васіліс Киріакос Хадзіпанагіс (грец. Βασίλης Κυριάκος Χατζηπαναγής; * 26 жовтня 1954, Ташкент) — радянський і грецький футболіст. Перший радянський футболіст, якому влада офіційно дала дозвіл виїхати закордон для постійного проживання. Майстер спорту СРСР (1974). Нападник, більшість кар'єри провів в «Іраклісі» (Салоніки). Найкращий футболіст Греції 1983.
У 2003 році визнаний найкращим грецьким футболістом останнього 50-річчя.

## Життєпис

### Радянський період
Батьки майбутнього футболіста були грецькими комуністами, які переїхали до Радянського Союзу у 1949 році та поселилися в Ташкенті. Вже в юному віці хлопець виділявся швидкістю, технікою та точними й сильними ударами. Вихованець «Динамо» (Ташкент). 1972 року 17-літній нападник дебютував за основний склад «Пахтакора» (Ташкент) у першій лізі. Того року команда перемогла в першій лізі й вийшла до вищої. У вищій лізі протягом сезонів 1973–1975 Хадзіпанагіс провів за ташкентський клуб 77 поєдинків і забив 18 голів. У 1974 році, забивши 9 м'ячів, став другим найкращим бомбардиром команди після Михайла Ана і ввійшов до списку 33-х найкращих футболістів СРСР, де на позиції «лівий нападник» Васіліса випередив лише Олег Блохін.
21 травня 1975 дебютував за олімпійську збірну СРСР, відразу забивши гол команді Югославії (3:0). Загалом за олімпійську збірну провів 4 гри, забив 1 м'яч і разом з командою здобув путівку на Олімпіаду-76.

### Грецький період
Восени 1975 року, не в останню чергу завдяки клопотанню Васіліса Хадзіпанагіса, Леонід Брежнєв підписав постанову, яка дозволяла етнічним грекам з СРСР повертатися до Греції. Футболіст виїхав туди 22 листопада 1975 року, а 7 грудня дебютував за «Іракліс» (Салоніки), де провів наступні 16 років.
Нападник відразу став одним із лідерів колективу, а 6 травня 1976 року дебютував за національну збірну Греції в товариському матчі проти Польщі. Проте чиновники виявили, що раніше він виступав в офіційних турнірах за олімпійську збірну СРСР, що суперечило правилам ФІФА, тому надалі гравця вже не могли залучати до збірної Греції.
«Іракліс» був середняком грецького чемпіонату і за 16 років перебування Хадзіпанагіса здобув лише 2 серйозні нагороди: Кубок Греції 1976 і бронзові медалі першості 1983/84. Хоча нападник мав чимало пропозиції із сильніших команд, він залишився в Салоніках і завдяки відданості та вірності клубу став кумиром місцевих уболівальників. За ним закріпилися прізвиська «футбольний Нурієв» і «Вася». Став легендою місцевого футболу, єдиним грецьким футболістом, який мав власний фан-клуб. Осередки фан-клубу були на Криті, Афінах, Патрах та інших містах. Загалом у чемпіонатах Греції футболіст провів 281 гру, забивши 61 гол. У 1983 році його визнано найкращим футболістом року у Греції.
Останню офіційну гру за «Іракліс» 37-річний футболіст провів у Кубку УЄФА проти «Валенсії» восени 1991 року. Заслуги Васіліса Хадзіпанагіса перед грецьким футболом були нагороджені в листопаді 2003 року, коли до ювілею УЄФА кожна національна футбольна федерація країн Європи визначала свого найкращого гравця за останні 50 років. У Греції ним став Васіліс Хадзіпанагіс, що стало ледь не унікальним випадком, адже футболіст провів лише 1 гру за збірну країни і жодного разу не вигравав чемпіонат Греції.
З 1990-х років працює у футбольній школі в Салоніках.